# Польша на летних Олимпийских играх 2016

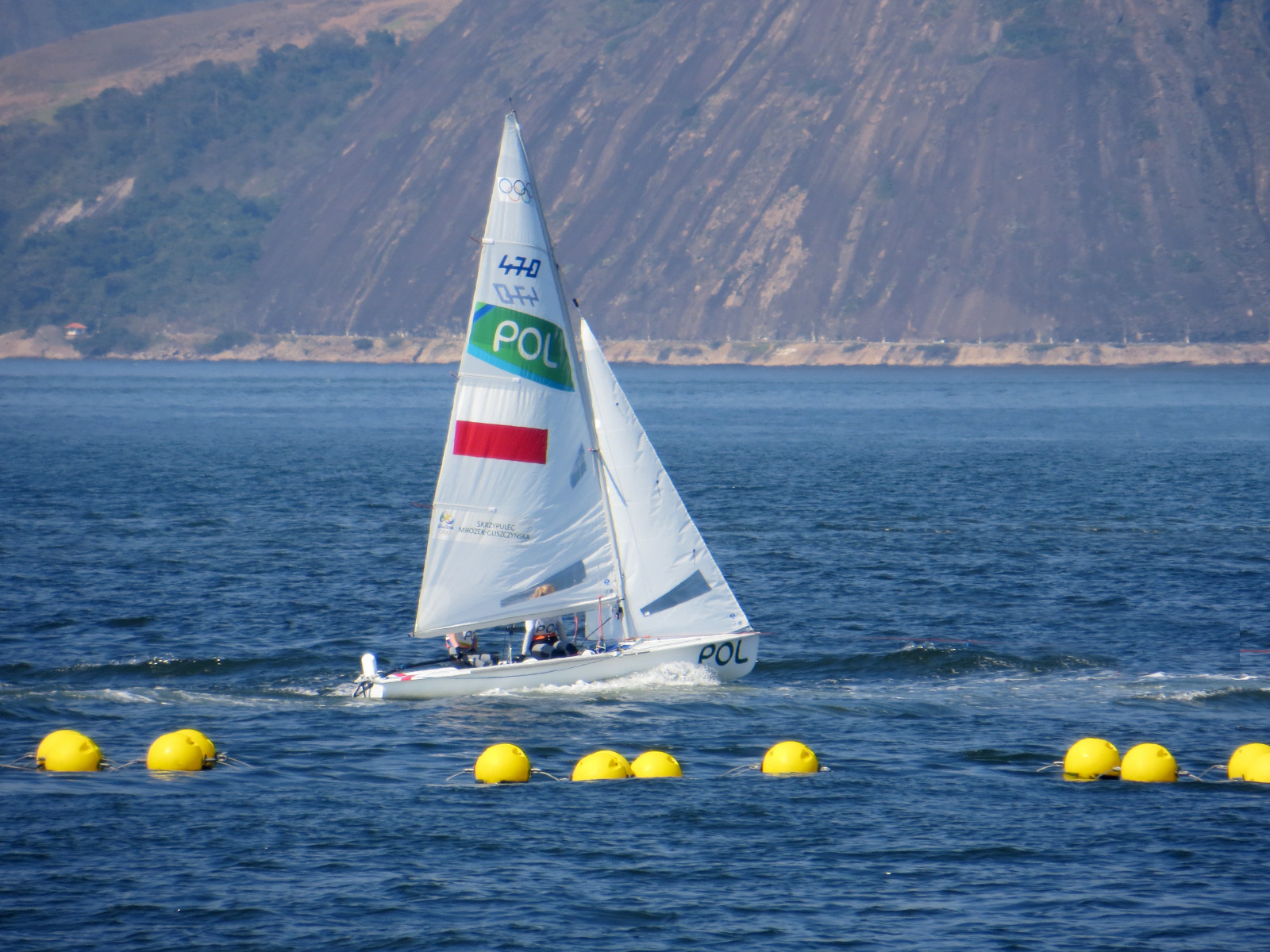
Польская команда на соревнованиях по парусному спорту

Польша на летних Олимпийских играх 2016 года представлена 243 спортсменами (141 мужчина и 102 женщины) в 23 видах спорта. Олимпийский комитет Польши утвердил состав делегации 14 июля 2016 года.
На церемонии открытия олимпиады флаг нёс гандболист Кароль Белецкий.

## Медали
| Золото  |                                                               |                                                        |            |
| №       | Спортсмены                                                    | Вид спорта (дисциплина)                                | Дата       |
| 1       | Магдалена Фуларчик Наталия Мадай                              | Академическая гребля (двойки парные, женщины)          | 11 августа |
| 2       | Анита Влодарчик                                               | Лёгкая атлетика (метание молота, женщины)              | 15 августа |
| Серебро |                                                               |                                                        |            |
| №       | Спортсмены                                                    | Вид спорта (дисциплина)                                | Дата       |
| 1       | Пётр Малаховский                                              | Лёгкая атлетика (метание диска, мужчины)               | 13 августа |
| 2       | Марта Вальчикевич                                             | Гребля на байдарках и каноэ (K-1, 200 метров, женщины) | 16 августа |
| 3       | Мая Влощовская                                                | Велоспорт (кросс-кантри, женщины)                      | 20 августа |
| Бронза  |                                                               |                                                        |            |
| №       | Спортсмены                                                    | Вид спорта (дисциплина)                                | Дата       |
| 1       | Рафал Майка                                                   | Велоспорт (групповая шоссейная гонка, мужчины)         | 6 августа  |
| 2       | Мария Спрингвальд Йоанна Лещинская Агнешка Кобус Моника Цячух | Академическая гребля (четвёрки парные, женщины)        | 11 августа |
| 3       | Каролина Ная Беата Миколайчик                                 | Гребля на байдарках и каноэ (K-2, 500 метров, женщины) | 16 августа |
| 4       | Моника Михалик                                                | Борьба (вольная, до 63 кг, женщины)                    | 18 августа |
| 5       | Войцех Новицкий                                               | Лёгкая атлетика (метание молота, мужчины)              | 19 августа |
| 6       | Октавия Новацкая                                              | Современное пятиборье (личное первенство, женщины)     | 19 августа |

### Государственная финансовая поддержка
Источник:
| Вид/Соревнование          | Вид/Соревнование                   | Вид/Соревнование                     | Награды (в тыс. злотых) | Награды (в тыс. злотых) | Награды (в тыс. злотых) |
| Вид/Соревнование          | Вид/Соревнование                   | Вид/Соревнование                     | Золото                  | Серебро                 | Бронза                  |
| ------------------------- | ---------------------------------- | ------------------------------------ | ----------------------- | ----------------------- | ----------------------- |
| Индивидуальные дисциплины | Индивидуальные соревнования        | Спортсмен                            | 120                     | 80                      | 50                      |
| Индивидуальные дисциплины | Индивидуальные соревнования        | Тренеры                              | 60                      | 40                      | 25                      |
| Индивидуальные дисциплины | Участники команд в неигровых видах | Спортсмен                            | 90                      | 60                      | 37,5                    |
| Индивидуальные дисциплины | Участники команд в неигровых видах | Тренеры                              | 60                      | 40                      | 25                      |
| Индивидуальные дисциплины | Восьмёрка в гребле                 | Спортсмен                            | 60                      | 40                      | 25                      |
| Индивидуальные дисциплины | Восьмёрка в гребле                 | Тренеры                              | 60                      | 40                      | 25                      |
| Командные игры            | Волейбол                           | Спортсмены (на разделение по вкладу) | 720                     | 480                     | 300                     |
| Командные игры            | Волейбол                           | Тренеры                              | 60                      | 40                      | 25                      |
| Командные игры            | Пляжный волейбол                   | Игроки                               | 90                      | 60                      | 37,5                    |
| Командные игры            | Пляжный волейбол                   | Тренеры                              | 60                      | 40                      | 25                      |

## Состав сборной
Академическая гребля
1. Кристиан Арановский
2. Марцин Бжезиньский
3. Матеуш Бискуп
4. Миколай Бурда
5. Натан Венгжицкий-Шимчик
6. Матеуш Виланговский
7. Мирослав Зентарский
8. Артур Миколайчевский
9. Дариуш Радош
10. Збигнев Сходовский
11. Даниэль Трояновский
12. Роберт Фукс
13. Виктор Хабель
14. Михал Шпаковский
15. Пётр Ющак
16. Милош Янковский
17. Анна Вежбовская
18. Мария Вежбовская
19. Вероника Дереш
20. Агнешка Кобус
21. Йоанна Лещинская
22. Наталия Мадай
23. Мартына Миколайчик
24. Мария Спрингвальд
25. Магдалена Фуларчик
26. Моника Цячух

 Бадминтон
1. Пшемыслав Ваха
2. Адриан Дзёлко
3. Роберт Матеусяк
4. Адам Цвалина
5. Надежда Зьемба

 Бокс
1. Томаш Яблоньский
2. Игор Якубовский

 Борьба
Вольная борьба
1. Радослав Баран
2. Роберт Баран
3. Збигнев Барановский
4. Магомедмурад Гаджиев
5. Катаржина Кравчик
6. Ивона Матковская
7. Моника Михалик
8. Агнешка Вещек-Кордус

Велоспорт
 Шоссейный велоспорт
1. Мацей Боднар
2. Михал Голась
3. Михал Квятковский
4. Рафал Майка
5. Катаржина Невядома
6. Анна Плихта
7. Малгожата Ясиньская

 Трековый велоспорт
1. Дамиан Желиньский
2. Кжиштоф Максель
3. Рафал Сарнецкий
4. Юстина Качковская
5. Дарья Пикулик
6. Наталия Рутковская
7. Эдита Ясиньская

 Маунтинбайк
1. Мая Влощовская

 Волейбол
1. Бартош Беднож
2. Матеуш Бенек
3. Рафал Бучек
4. Фабиан Джиздга
5. Павел Заторский
6. Кароль Клос
7. Давид Конарский
8. Михал Кубяк
9. Бартош Курек
10. Гжегож Ломач
11. Матеуш Мика
12. Пётр Новаковский

 Гандбол
1. Кароль Белецкий
2. Адам Висьневский
3. Пётр Вышомирский
4. Лукаш Герак
5. Михал Дашек
6. Пшемыслав Краевский
7. Матеуш Кус
8. Кшиштоф Лиевский
9. Михал Шиба
10. Камил Шипшак
11. Славомир Шмаль
12. Бартош Юрецкий
13. Михал Юрецкий
14. Мариуш Юркевич
15. Матеуш Яхлевский

Гребля на байдарках и каноэ
 Гребля на гладкой воде
1. Матеуш Каминьский
2. Павел Качмарек
3. Томаш Качор
4. Михал Кудла
5. Рафал Росольский
6. Марта Вальчикевич
7. Эвелина Войнаровская
8. Эдита Дзенишевская
9. Беата Миколайчик
10. Каролина Ная

 Гребной слалом
1. Мацей Окренглак
2. Марсин Похвала
3. Гжегож Хедвиг
4. Пётр Щепаньский
5. Наталия Пасерпник

 Дзюдо
1. Мацей Сарнацкий
2. Катажина Клис
3. Дарья Погожелец
4. Арлета Подолак

 Конный спорт
1. Павел Списак

 Лёгкая атлетика
1. Рафал Августин
2. Сильвестр Беднарек
3. Артур Бжозовский
4. Адриан Блоцкий
5. Конрад Буковецкий
6. Павел Весёлек
7. Павел Войцеховский
8. Михал Гаратык
9. Лукаш Грещук
10. Патрик Добек
11. Якуб Елёнек
12. Кароль Залевский
13. Кристиан Залевский
14. Артур Козловский
15. Лукаш Кравчук
16. Марцин Круковский
17. Якуб Кшевина
18. Адам Кщот
19. Марцин Левандовский
20. Пётр Лисек
21. Томаш Маевский
22. Пётр Малаховский
23. Лукаш Новак
24. Войцех Новицкий
25. Рафал Омелько
26. Михал Петшак
27. Роберт Собера
28. Войцех Тхейнер
29. Роберт Урбанек
30. Павел Файдек
31. Рафал Федашиньский
32. Кароль Хоффман
33. Яред Шегумо
34. Дамьян Чикер
35. Хенрик Шост
36. Мария Андрейчик
37. Эмилия Анкевич
38. Ига Баумгарт
39. Паулина Бузяк
40. Анита Влодарчик
41. Патрисия Выцишкевич
42. Жанета Гланц
43. Паулина Губа
44. Марика Драпала-Попович
45. Моника Дрыбульская-Стефанович
46. Агнешка Дыгач
47. Анна Кельбасиньская
48. Матильда Коваль
49. Катажина Ковальская
50. Каролина Колечек
51. Клаудия Конопко
52. Мальвина Копрон
53. Ивона Левандовская
54. Йоанна Линкевич
55. Камила Лицвинко
56. Юстина Свенти
57. Ева Свобода
58. Данута Урбаник
59. Йоанна Фёдоров
60. Малгожата Холуб
61. Ангелика Цихоцкая
62. Агнешка Шварнуг
63. Софья Эннаоуи
64. Йоанна Южвик
65. Анна Ягачак-Михальская

 Настольный теннис
1. Ван Цзэнъи
2. Даниэль Горак
3. Якуб Дияс
4. Катажина Гжибовская
5. Ли Цянь
6. Наталья Партыка

 Парусный спорт
1. Каспер Земиньский
2. Павел Колодзиньский
3. Пётр Мышка
4. Лукаш Пшибытек
5. Малгожата Бялецкая
6. Ирмина Мрузек-Глищиньская
7. Агнешка Скрипулец

 Плавание
1. Войцех Войдак
2. Филип Выпых
3. Филип Заборовский
4. Радослав Кавенцкий
5. Каспер Клих
6. Павел Коженёвский
7. Кацпер Майхшак
8. Томаш Полевка
9. Матеуш Саврымович
10. Ян Свитковский
11. Марцин Столарский
12. Конрад Черняк
13. Павел Юрасек
14. Катажина Барановская
15. Катажина Вильк
16. Анна Довгирт
17. Йоанна Захощ
18. Алицья Тхош
19. Александра Урбаньчик

 Пляжный волейбол
1. Пётр Кантор
2. Бартош Лосяк
3. Мариуш Прудель
4. Грегош Фиялек
5. Моника Бжостек
6. Кинга Колосиньская

 Современное пятиборье
1. Шимон Стаськевич
2. Анна Малишевская
3. Октавия Новацкая

 Спортивная гимнастика
1. Катажина Юрковская-Ковальская

 Стрельба
1. Пётр Данилюк
2. Сильвия Богацкая
3. Клаудия Брес
4. Агнешка Нагай
5. Александра Ярмолиньская

 Стрельба из лука
1. Карина Липярская-Палка

 Теннис
1. Лукаш Кубот
2. Марцин Матковский
3. Ежи Янович
4. Паула Каня
5. Магда Линетт
6. Агнешка Радваньская
7. Клаудиа Янс-Игначик

 Триатлон
1. Агнешка Ежик

 Тхэквондо
1. Пётр Пазиньский
2. Кароль Робак

 Тяжёлая атлетика
1. Бартоломей Бонк
2. Адриан Зелиньский
3. Аркадиуш Михальский
4. Патриция Пеховяк

 Фехтование
1. Малгожата Козачук
2. Ханна Личбиньская
3. Марта Пуда
4. Александра Соха
5. Богна Юзьвяк

## Результаты соревнований

### Академическая гребля
В следующий раунд из каждого заезда проходило несколько лучших экипажей (в зависимости от дисциплины). В отборочный заезд попадали спортсмены, выбывшие в предварительном раунде. В финал A выходили 6 сильнейших экипажей, остальные разыгрывали места в утешительных финалах B-F.
Мужчины
| Соревнование              | Спортсмены | Предварительный заезд | Предварительный заезд | Предварительный заезд | Отборочный заезд | Отборочный заезд | Отборочный заезд | Четвертьфинал | Четвертьфинал | Четвертьфинал | Полуфинал     | Полуфинал     | Полуфинал     | Финал   | Финал   | Итоговое место |
| Соревнование              | Спортсмены | Заезд                 | Время                 | Место                 | Заезд            | Время            | Место            | Заезд         | Время         | Место         | Заезд         | Время         | Место         | Время   | Место   | Итоговое место |
| ------------------------- | --- | --------------------- | --------------------- | --------------------- | ---------------- | ---------------- | ---------------- | ------------- | ------------- | ------------- | ------------- | ------------- | ------------- | ------- | ------- | -------------- |
| одиночки                  | Натан Венгжицкий-Шимчик | 3                     | 7:12,43               | 2 Q                   | не участвовал    | не участвовал    | не участвовал    | 4             | 6:53,52       | 3 Q A/B       | Полуфинал A/B | Полуфинал A/B | Полуфинал A/B | Финал B | Финал B | 7              |
| одиночки                  | Натан Венгжицкий-Шимчик | 3                     | 7:12,43               | 2 Q                   | не участвовал    | не участвовал    | не участвовал    | 4             | 6:53,52       | 3 Q A/B       | 2             | 7:15,61       | 6 QB          | 6:47,95 | 1       | 7              |
| двойки парные, лёгкий вес | Артур Миколайчевский Милош Янковский | 3                     | 6:27,70               | 2 Q A/B               | не участвовали   | не участвовали   | не участвовали   | не проводится | не проводится | не проводится | Полуфинал A/B | Полуфинал A/B | Полуфинал A/B | Финал A | Финал A | 6              |
| двойки парные, лёгкий вес | Артур Миколайчевский Милош Янковский | 3                     | 6:27,70               | 2 Q A/B               | не участвовали   | не участвовали   | не участвовали   | не проводится | не проводится | не проводится | 2             | 6:40,23       | 3 QA          | 6:42,00 | 6       | 6              |
| четвёрки парные           | Матеуш Бискуп Виктор Хабель Дариуш Радош Мирослав Зентарский | 2                     | 5:51,28               | 2 QA                  | не участвовали   | не участвовали   | не участвовали   | не проводится | не проводится | не проводится | не проводится | не проводится | не проводится | Финал A | Финал A | 4              |
| четвёрки парные           | Матеуш Бискуп Виктор Хабель Дариуш Радош Мирослав Зентарский | 2                     | 5:51,28               | 2 QA                  | не участвовали   | не участвовали   | не участвовали   | не проводится | не проводится | не проводится | не проводится | не проводится | не проводится | 6:12,09 | 4       | 4              |
| восьмёрки                 | Збигнев Сходовский Роберт Фукс Кристиан Арановский Матеуш Виланговский Миколай Бурда Михал Шпаковский Марцин Бжезиньский Пётр Ющак Даниэль Трояновский (рулевой) | 2                     | 5:42,32               | 3                     | 1                | 5:59,22          | 4 Q              | не проводится | не проводится | не проводится | не проводится | не проводится | не проводится | 5:34,62 | 5       | 5              |

Женщины
| Соревнование              | Спортсмены                                                    | Предварительный заезд | Предварительный заезд | Предварительный заезд | Отборочный заезд | Отборочный заезд | Отборочный заезд | Четвертьфинал | Четвертьфинал | Четвертьфинал | Полуфинал     | Полуфинал     | Полуфинал     | Финал   | Финал   | Итоговое место |
| Соревнование              | Спортсмены                                                    | Заезд                 | Время                 | Место                 | Заезд            | Время            | Место            | Заезд         | Время         | Место         | Заезд         | Время         | Место         | Время   | Место   | Итоговое место |
| ------------------------- | ------------------------------------------------------------- | --------------------- | --------------------- | --------------------- | ---------------- | ---------------- | ---------------- | ------------- | ------------- | ------------- | ------------- | ------------- | ------------- | ------- | ------- | -------------- |
| двойки                    | Анна Вежбовская Мария Вежбовская                              | 3                     | 7:12,82               | 3 Q                   | не участвовали   | не участвовали   | не участвовали   | не проводится | не проводится | не проводится | 1             | 7:39,12       | 5 QB          | Финал B | Финал B | 10             |
| двойки                    | Анна Вежбовская Мария Вежбовская                              | 3                     | 7:12,82               | 3 Q                   | не участвовали   | не участвовали   | не участвовали   | не проводится | не проводится | не проводится | 1             | 7:39,12       | 5 QB          | 7:21,53 | 4       | 10             |
| двойки парные             | Магдалена Фуларчик Наталия Мадай                              | 2                     | 7:16,16               | 1 Q                   | не участвовали   | не участвовали   | не участвовали   | не проводится | не проводится | не проводится | 2             | 6:50,63       | 1 QA          | Финал A | Финал A | 1              |
| двойки парные             | Магдалена Фуларчик Наталия Мадай                              | 2                     | 7:16,16               | 1 Q                   | не участвовали   | не участвовали   | не участвовали   | не проводится | не проводится | не проводится | 2             | 6:50,63       | 1 QA          | 7:40,10 | 1       | 1              |
| двойки парные, лёгкий вес | Вероника Дереш Мартына Миколайчик                             | 4                     | 7:05,02               | 2 Q A/B               | не участвовали   | не участвовали   | не участвовали   | не проводится | не проводится | не проводится | Полуфинал A/B | Полуфинал A/B | Полуфинал A/B | Финал B | Финал B | 7              |
| двойки парные, лёгкий вес | Вероника Дереш Мартына Миколайчик                             | 4                     | 7:05,02               | 2 Q A/B               | не участвовали   | не участвовали   | не участвовали   | не проводится | не проводится | не проводится | 1             | 7:22,06       | 5 QB          | 7:24,34 | 1       | 7              |
| четвёрки парные           | Мария Спрингвальд Йоанна Лещинская Агнешка Кобус Моника Цячух | 2                     | 6:33,43               | 2                     | 1                | 6:25,49          | 2 QA             | не проводится | не проводится | не проводится | не проводится | не проводится | не проводится | 6:50,86 | 3       | 3              |

### Бадминтон
| Спортсмен                      | Соревнование               | Групповой этап                                                                             | Групповой этап | 1/8 финала         | Четвертьфинал      | Полуфинал          | Финал              | Позиция |
| Спортсмен                      | Соревнование               | Соперник Результат                                                                         | Позиция        | Соперник Результат | Соперник Результат | Соперник Результат | Соперник Результат | Позиция |
| ------------------------------ | -------------------------- | ------------------------------------------------------------------------------------------ | -------------- | ------------------ | ------------------ | ------------------ | ------------------ | ------- |
| Адриан Дзёлко                  | одиночный разряд (мужчины) | Чэнь Лун Кевин Гордон Нилука Карунаратне                                                   |                |                    |                    |                    |                    |         |
| Адам Цвалина Пшемыслав Ваха    | парный разряд (мужчины)    | Ким Джи-янг / Ким Са-ранг P 0:2 Матиас Бое / Карстен Могерсен Маркус Эллис / Крис Лангридж |                |                    |                    |                    |                    |         |
| Надежда Зьемба Роберт Матеусяк | смешанный парный турнир    | Йоахим Фишер Нильсен / Христинна Педерсен Сюй Чэнь / Ма Цзинь Крис Эдкок / Гебриэлль Эдкок |                |                    |                    |                    |                    |         |

### Бокс
Квоты, завоёванные спортсменами являются именными. Если от одной страны путёвки на Игры завоюют два и более спортсмена, то право выбора боксёра предоставляется национальному Олимпийскому комитету. Соревнования по боксу проходят по системе плей-офф. Для победы в олимпийском турнире боксёру необходимо одержать либо четыре, либо пять побед в зависимости от жеребьёвки соревнований. Оба спортсмена, проигравшие в полуфинальных поединках, становятся обладателями бронзовых наград.
Мужчины
| Категория | Спортсмены       | Первый раунд       | Второй раунд         | Четвертьфинал        | Полуфинал            | Финал                | Место                |
| Категория | Спортсмены       | Соперник Результат | Соперник Результат   | Соперник Результат   | Соперник Результат   | Соперник Результат   | Место                |
| --------- | ---------------- | ------------------ | -------------------- | -------------------- | -------------------- | -------------------- | -------------------- |
| до 75 кг  | Томаш Яблоньский | AUSД. Льюис П 1:2  | Завершил выступление | Завершил выступление | Завершил выступление | Завершил выступление | Завершил выступление |
| до 91 кг  | Игор Якубовский  | GBRЛ. Околи П 0:3  | Завершил выступление | Завершил выступление | Завершил выступление | Завершил выступление | Завершил выступление |

### Борьба
В соревнованиях по борьбе, как и на предыдущих трёх Играх, будет разыгрываться 18 комплектов наград. По 6 у мужчин в вольной и греко-римской борьбе и 6 у женщин в вольной борьбе. Турнир пройдёт по олимпийской системе с выбыванием. В утешительный раунд попадают участники, проигравшие в своих поединках будущим финалистам соревнований. Каждый поединок состоит из двух раундов по 3 минуты, победителем становится спортсмен, набравший большее количество технических очков. По окончании схватки, в зависимости от результатов спортсменам начисляются классификационные очки.
Мужчины — Вольная борьба
| Спортсмен            | Соревнование | Классификация      | 1/8 финала         | Четвертьфинал      | Полуфинал          | Утешительный матч 1 | Утешительный матч 2 | Финал              | Позиция |
| Спортсмен            | Соревнование | Соперник Результат | Соперник Результат | Соперник Результат | Соперник Результат | Соперник Результат  | Соперник Результат  | Соперник Результат | Позиция |
| -------------------- | ------------ | ------------------ | ------------------ | ------------------ | ------------------ | ------------------- | ------------------- | ------------------ | ------- |
| Магомедмурад Гаджиев | -65 кг       |                    |                    |                    |                    |                     |                     |                    |         |
| Збигнев Барановский  | -86 кг       |                    |                    |                    |                    |                     |                     |                    |         |
| Радослав Баран       | -97 кг       |                    |                    |                    |                    |                     |                     |                    |         |
| Роберт Баран         | -125 кг      |                    |                    |                    |                    |                     |                     |                    |         |

Женщины — вольная борьба
| Спортсменка          | Соревнование | Квалификация        | 1/8 финала          | Четвертьфинал       | Полуфинал           | Утешительный матч 1 | Утешительный матч 2 | Финал               | Позиция |
| Спортсменка          | Соревнование | Соперница Результат | Соперница Результат | Соперница Результат | Соперница Результат | Соперница Результат | Соперница Результат | Соперница Результат | Позиция |
| -------------------- | ------------ | ------------------- | ------------------- | ------------------- | ------------------- | ------------------- | ------------------- | ------------------- | ------- |
| Ивона Матковская     | -48 кг       |                     |                     |                     |                     |                     |                     |                     |         |
| Катаржина Кравчик    | -53 кг       |                     |                     |                     |                     |                     |                     |                     |         |
| Моника Михалик       | -63 кг       |                     |                     |                     |                     |                     |                     |                     |         |
| Агнешка Вещек-Кордус | -69 кг       |                     |                     |                     |                     |                     |                     |                     |         |

### Велоспорт

#### Шоссейный велоспорт
Мужчины
| Соревнование     | Спортсмены        | Время      | Место | Отставание |
| ---------------- | ----------------- | ---------- | ----- | ---------- |
| групповая гонка  | Рафал Майка       | 6:10:10    | 3     | +0:05      |
| групповая гонка  | Михал Голась      | 6:30:05    | 56    | +20:00     |
| групповая гонка  | Михал Квятковский | 6:30:05    | 62    | +20:00     |
| групповая гонка  | Мацей Боднар      | DNF        | DNF   | DNF        |
| раздельная гонка | Мацей Боднар      | 1:14:05,89 | 6     | +1:50,47   |
| раздельная гонка | Михал Квятковский | 1:15:55,49 | 14    | +3:40,07   |

Женщины
| Соревнование     | Спортсмены          | Время    | Место | Отставание |
| ---------------- | ------------------- | -------- | ----- | ---------- |
| групповая гонка  | Катаржина Невядома  | 3:51:47  | 6     | +0:20      |
| групповая гонка  | Малгожата Ясиньская | 3:56:34  | 24    | +5:07      |
| групповая гонка  | Анна Плихта         | 4:01:29  | 41    | +10:02     |
| раздельная гонка | Катаржина Невядома  | 47:47,96 | 18    | +3:21,54   |
| раздельная гонка | Анна Плихта         | 47:59,66 | 19    | +3:33,24   |

#### Трековый велоспорт
Спринт
| Спортсмен                                         | Соревнование                    | Квалификация   | Раунд 1        | Четвертьфинал  | Полуфинал      | Финал          | Позиция |
| Спортсмен                                         | Соревнование                    | Время Скорость | Соперник Время | Соперник Время | Соперник Время | Соперник Время | Позиция |
| ------------------------------------------------- | ------------------------------- | -------------- | -------------- | -------------- | -------------- | -------------- | ------- |
| Рафал Сарнецкий                                   | индивидуальный спринт (мужчины) |                |                |                |                |                |         |
| Дамиан Желиньский                                 | индивидуальный спринт (мужчины) |                |                |                |                |                |         |
| Кжиштоф Максель Рафал Сарнецкий Дамиан Желиньский | командный спринт (мужчины)      |                |                |                |                |                |         |

Кейрин
| Спортсмен       | Соревнование     | Раунд 1 | Утешительный раунд | Раунд 2 | Финал   | Позиция |
| Спортсмен       | Соревнование     | Позиция | Позиция            | Позиция | Позиция | Позиция |
| --------------- | ---------------- | ------- | ------------------ | ------- | ------- | ------- |
| Кжиштоф Максель | кейрин (мужчины) |         |                    |         |         |         |
| Рафал Сарнецкий | кейрин (мужчины) |         |                    |         |         |         |

Омниум
| Спортсмен     | Соревнование     | Круг старт с хода | Круг старт с хода | Заработанные очки | Заработанные очки | Гонка с выбыванием | Гонка на дистанцию  | Гонка на дистанцию | Скретч | Гит с места на 500 м | Гит с места на 500 м | Сумма очков | Позиция |
| Спортсмен     | Соревнование     | Время             | Место             | Очки              | Место             | Место              | Противник Результат | Место              | Место  | Время                | Место                | Сумма очков | Позиция |
| ------------- | ---------------- | ----------------- | ----------------- | ----------------- | ----------------- | ------------------ | ------------------- | ------------------ | ------ | -------------------- | -------------------- | ----------- | ------- |
| Дарья Пикулик | омниум (женщины) |                   |                   |                   |                   |                    |                     |                    |        |                      |                      |             |         |

Командное преследование
| Спортсмены                                                         | Соревнование                            | Отборочный тур | Отборочный тур | Полуфинал | Полуфинал | Финал    | Финал   | Позиция |
| Спортсмены                                                         | Соревнование                            | Время          | Позиция        | Позиция   | Позиция   | Соперник | Позиция | Позиция |
| ------------------------------------------------------------------ | --------------------------------------- | -------------- | -------------- | --------- | --------- | -------- | ------- | ------- |
| Эдита Ясиньская Юстина Качковская Дарья Пикулик Наталия Рутковская | командная гонка преследования (женщины) |                |                |           |           |          |         |         |

#### Маунтинбайк
Женщины
| Спортсменка    | Соревнование          | Результат | Место |
| -------------- | --------------------- | --------- | ----- |
| Мая Влощовская | маунтинбайк (женщины) |           |       |

### Водные виды спорта

#### Плавание
В следующий раунд на каждой дистанции проходят спортсмены, показавшие лучший результат, независимо от места, занятого в своём заплыве.
Мужчины
| Спортсмен                                                                                          | Соревнование                          | Отборочный тур | Отборочный тур | Полуфинал    | Полуфинал | Финал | Финал | Позиция |
| Спортсмен                                                                                          | Соревнование                          | Время          | Место          | Время        | Место     | Время | Место | Позиция |
| -------------------------------------------------------------------------------------------------- | ------------------------------------- | -------------- | -------------- | ------------ | --------- | ----- | ----- | ------- |
| Конрад Черняк                                                                                      | 100 метров вольным стилем             | DNS            | DNS            | DNS          | DNS       | DNS   | DNS   | DNS     |
| Конрад Черняк                                                                                      | 100 метров баттерфляем                | 51,81          | 10. Q          |              |           |       |       |         |
| Павел Юрасек                                                                                       | 50 метров вольным стилем              | 22,50          | 35.            | NQ           | NQ        | NQ    | NQ    | 35.     |
| Радослав Кавенцкий                                                                                 | 100 метров на спине                   | 54,39          | 23.            | NQ           | NQ        | NQ    | NQ    | 23.     |
| Радослав Кавенцкий                                                                                 | 200 метров на спине                   | 1:57,61        | 17.            | NQ           | NQ        | NQ    | NQ    | 17.     |
| Павел Коженёвский                                                                                  | 100 метров баттерфляем                | 53,71          | 33.            | NQ           | NQ        | NQ    | NQ    | 33.     |
| Кацпер Майхшак                                                                                     | 200 метров вольным стилем             | 1:47,12        | 15. Q          | 1:46,30 (NR) | 10.       | NQ    | NQ    | 10.     |
| Томаш Полевка                                                                                      | 100 метров на спине                   | 54,52          | 26.            | NQ           | NQ        | NQ    | NQ    | 26.     |
| Матеуш Саврымович                                                                                  | 1500 метров вольным стилем            |                |                | —            | —         |       |       |         |
| Марцин Столарский                                                                                  | 100 метров брассом                    | 1:01,06        | 29.            | NQ           | NQ        | NQ    | NQ    | 29.     |
| Ян Свитковский                                                                                     | 200 метров баттерфляем                | 1:56,73        | 17.            | NQ           | NQ        | NQ    | NQ    | 17.     |
| Войцех Войдак                                                                                      | 400 метров вольным стилем             | 3:48,87        | 23.            | —            | —         | NQ    | NQ    | 23.     |
| Войцех Войдак                                                                                      | 1500 метров вольным стилем            |                |                | —            | —         |       |       |         |
| Филип Выпых                                                                                        | 50 метров вольным стилем              | 22,23          | 21.            | NQ           | NQ        | NQ    | NQ    | 21.     |
| Филип Заборовский                                                                                  | 400 метров вольным стилем             | 3:49,84        | 28.            | —            | —         | NQ    | NQ    | 28.     |
| Конрад Черняк Павел Коженёвский Кацпер Майхшак Ян Свитковский                                      | эстафета 4×100 метров вольным стилем  | 3:15,52        | 13.            | —            | —         | NQ    | NQ    | 13.     |
| Каспер Клих Павел Коженёвский Кацпер Майхшак Ян Свитковский                                        | эстафета 4×200 метров вольным стилем  | 7:11,11        | 10.            | —            | —         | NQ    | NQ    | 10.     |
| Радослав Кавенцкий Марцин Столарский Кацпер Майхшак Павел Коженёвский Томаш Полевка Ян Свитковский | эстафета 4×100 метров комбинированная |                |                | —            | —         |       |       |         |

Женщины
| Спортсменка                                                  | Соревнование                         | Отборочный тур | Отборочный тур | Полуфинал | Полуфинал | Финал     | Финал | Позиция |
| Спортсменка                                                  | Соревнование                         | Результат      | Место          | Результат | Место     | Результат | Место | Позиция |
| ------------------------------------------------------------ | ------------------------------------ | -------------- | -------------- | --------- | --------- | --------- | ----- | ------- |
| Катажина Барановская                                         | 200 метров комплексным плаванием     | 2:19,03        | 39.            | NQ        | NQ        | NQ        | NQ    | 39.     |
| Анна Довгирт                                                 | 50 метров вольным стилем             |                |                |           |           |           |       |         |
| Александра Урбаньчик                                         | 50 метров вольным стилем             |                |                |           |           |           |       |         |
| Катажина Вильк                                               | 100 метров вольным стилем            | 55,44          | 29.            | NQ        | NQ        | NQ        | NQ    | 29.     |
| Алицья Тхош                                                  | 100 метров на спине                  | 1:01,31        | 21.            | NQ        | NQ        | NQ        | NQ    | 21.     |
| Алицья Тхош                                                  | 200 метров на спине                  | 2:11,40        | 20.            | NQ        | NQ        | NQ        | NQ    | 20.     |
| Анна Довгирт Алицья Тхош Александра Урбаньчик Катажина Вильк | эстафета 4×100 метров вольным стилем | 3:41,43        | 15.            | —         | —         | NQ        | NQ    | 15.     |

Женщины
Открытая вода
| Спортсменка  | Соревнование                  | Отборочный тур | Отборочный тур | Полуфинал | Полуфинал | Финал     | Финал | Позиция |
| Спортсменка  | Соревнование                  | Результат      | Место          | Результат | Место     | Результат | Место | Позиция |
| ------------ | ----------------------------- | -------------- | -------------- | --------- | --------- | --------- | ----- | ------- |
| Йоанна Захощ | 10 километров в открытой воде | —              | —              | —         | —         |           |       |         |

### Волейбол

#### Волейбол

##### Мужчины
Мужская сборная Польши квалифицировалась на Игры, заняв первое место по итогам мирового квалификационного турнира.
Состав команды
| Игрок            | Клуб                    |
| ---------------- | ----------------------- |
| Бартош Беднож    | Скра (Белхатув)         |
| Матеуш Бенек     | ZAKSA (Кендзежин-Козле) |
| Рафал Бучек      | ZAKSA (Кендзежин-Козле) |
| Фабиан Джиздга   | Ассеко Ресовия (Жешув)  |
| Кароль Клос      | Скра (Белхатув)         |
| Давид Конарский  | ZAKSA (Кендзежин-Козле) |
| Михал Кубяк      | Panasonic Panthers      |
| Бартош Курек     | JT Thunders             |
| Гжегож Ломач     | Купрум (Любин)          |
| Матеуш Мика      | Трефл (Гданьск)         |
| Пётр Новаковский | Ассеко Ресовия (Жешув)  |
| Павел Заторский  | ZAKSA (Кендзежин-Козле) |

Результаты
Групповой этап (Группа B)
|              | Матчи | Матчи | Очки | Сеты | Сеты | Сеты  | Мячи | Мячи | Мячи  |
| В            | П     | В     | Очки | П    | В:П  | В     | П    | В:П  |       |
| ------------ | ----- | ----- | ---- | ---- | ---- | ----- | ---- | ---- | ----- |
| 1. Аргентина | 4     | 1     | 12   | 12   | 4    | 3,000 | 394  | 335  | 1,176 |
| 2. Польша    | 4     | 1     | 12   | 14   | 5    | 2,800 | 447  | 389  | 1,149 |
| 3. Россия    | 4     | 1     | 11   | 13   | 6    | 2,167 | 432  | 367  | 1,177 |
| 4. Иран      | 2     | 3     | 7    | 8    | 9    | 0,889 | 389  | 392  | 0,992 |
| 5. Египет    | 1     | 4     | 3    | 3    | 12   | 0,250 | 286  | 362  | 0,790 |
| 6. Куба      | 0     | 5     | 0    | 1    | 15   | 0,067 | 300  | 403  | 0,744 |

| 7 августа 2016 15:00 UTC-3 |

| Польша                           | 3:0  | Египет           |
| (25:18, 25:20, 25:17) Статистика |      |                  |
| Михал Кубяк — 15                 | Очки | 9 — Абд Эльхалим |

| Мараканазинью, Рио-де-Жанейро Зрителей: 4456 Судьи: Юрай Мокрый, Сусана Родригес |

| 9 августа 2016 17:05 UTC-3 |

| Польша                                         | 3:2  | Иран                 |
| (25:17, 25:23, 23:25, 20:25, 18:16) Статистика |      |                      |
| Бартош Курек — 23                              | Очки | 18 — Мохаммад Мусави |

| Мараканазинью, Рио-де-Жанейро Зрителей: 7227 Судьи: Пауло Турси, Сусана Родригес |

#### Пляжный волейбол
| Спортсмены                   | Соревнование | Групповой этап | Групповой этап | Плей-офф           | 1/8 финала         | Четвертьфинал      | Полуфинал          | Финал              | Позиция |
| Спортсмены                   | Соревнование | Соперник Результат | Позиция        | Соперник Результат | Соперник Результат | Соперник Результат | Соперник Результат | Соперник Результат | Позиция |
| ---------------------------- | ------------ | --- | -------------- | ------------------ | ------------------ | ------------------ | ------------------ | ------------------ | ------- |
| Грегош Фиялек Мариуш Прудель | мужчины      | Вячеслав Красильников / Константин Семёнов P 0:2 Рейндер Нуммердор / Кристиан Варенхорст P 1:2 Эстебан Гримальт / Марко Гримальт W 2:1 | 3. q           |                    |                    |                    |                    |                    |         |
| Пётр Кантор Бартош Лосяк     | мужчины      | Маркус Бёккерман / Ларс Флюгген W 2:0 Дмитрий Барсук / Никита Лямин P 0:2 Александер Брауэр / Роберт Меувсен P 0:2                     | 3. q           |                    |                    |                    |                    |                    |         |

Женщины
| Соревнование | Спортсмены                        | Групповой этап                               | Групповой этап                            | Групповой этап        | Групповой этап | 1/8 финала     | Четвертьфинал  | Полуфинал      | Финал          | Место |
| Соревнование | Спортсмены                        | Соперники Счёт                               | Соперники Счёт                            | Соперники Счёт        | Место          | Соперники Счёт | Соперники Счёт | Соперники Счёт | Соперники Счёт | Место |
| ------------ | --------------------------------- | -------------------------------------------- | ----------------------------------------- | --------------------- | -------------- | -------------- | -------------- | -------------- | -------------- | ----- |
| женщины      | Моника Бжостек Кинга Колосиньская | Группа A                                     | Группа A                                  | Группа A              | Группа A       |                |                |                |                |       |
| женщины      | Моника Бжостек Кинга Колосиньская | USAЛ. Фендрик / Б. Свит В 14:21, 21:13, 15:7 | RUSЕ. Бирлова / Е. Уколова В 21:19, 21:18 | BRAТалита / Ларисса : |                |                |                |                |                |       |

### Гандбол

#### Мужчины
Мужская сборная Польши пробилась на Игры, заняв первое место в олимпийском квалификационном турнире, проходившем с 8 по 10 апреля 2016 года в Ergo Arena, которая расположена на границе городов Сопот и Гданьск в Польше.
Состав
| Zawodnik            | Klub                     |
| ------------------- | ------------------------ |
| Кароль Белецкий     | Vive Tauron Kielce       |
| Михал Дашек         | Wisła Płock              |
| Лукаш Герак         | TuS Nettelstedt-Lübbecke |
| Матеуш Яхлевский    | Vive Tauron Kielce       |
| Бартош Юрецкий      | Chrobry Głogów           |
| Михал Юрецкий       | Vive Tauron Kielce       |
| Пшемыслав Краевский | Azoty-Puławy             |
| Матеуш Кус          | Vive Tauron Kielce       |
| Кшиштоф Лиевский    | Vive Tauron Kielce       |
| Камил Шипшак        | Барселона                |
| Славомир Шмаль      | Vive Tauron Kielce       |
| Михал Шиба          | Kadetten Schaffhausen    |
| Адам Висьневский    | Wisła Płock              |
| Пётр Вышомирский    | TBV Lemgo                |

Результаты
Групповой этап (Группа B)
| Место | Команда  | И | В | Н | П | ГЗ  | ГП  | +/- | Очки |
| ----- | -------- | - | - | - | - | --- | --- | --- | ---- |
| 1     | Германия | 5 | 4 | 0 | 1 | 153 | 141 | +12 | 8    |
| 2     | Словения | 5 | 4 | 0 | 1 | 137 | 126 | +11 | 8    |
| 3     | Бразилия | 5 | 2 | 1 | 2 | 141 | 150 | -9  | 5    |
| 4     | Польша   | 5 | 2 | 0 | 3 | 139 | 140 | -1  | 4    |
| 5     | Египет   | 5 | 1 | 1 | 3 | 129 | 143 | -14 | 3    |
| 6     | Швеция   | 5 | 1 | 0 | 4 | 132 | 131 | +1  | 2    |

| 7 августа 2016 16:40 UTC-3 | Польша          | 32:34   | Бразилия        | Арена ду Футуру, Рио-де-Жанейро Зрителей: 8778 Судьи: Начевски, Николов (MKD) |
| 7 августа 2016 16:40 UTC-3 | Михал Дашек — 8 | (13:16) | 7 — Жозе Толедо | Арена ду Футуру, Рио-де-Жанейро Зрителей: 8778 Судьи: Начевски, Николов (MKD) |
| 7 августа 2016 16:40 UTC-3 | 5× 4×           | Отчёт   | 6× 3×           | Арена ду Футуру, Рио-де-Жанейро Зрителей: 8778 Судьи: Начевски, Николов (MKD) |

| 9 августа 2016 11:30 UTC-3 | Германия                                   | 32:29   | Польша               | Арена ду Футуру, Рио-де-Жанейро Судьи: Ралуй, Сабросо Рамирес (ESP) |
| 9 августа 2016 11:30 UTC-3 | Уве Генсхаймер, Фабиан Виде, Юлиус Кюн — 5 | (16:14) | 10 — Кароль Белецкий | Арена ду Футуру, Рио-де-Жанейро Судьи: Ралуй, Сабросо Рамирес (ESP) |
| 9 августа 2016 11:30 UTC-3 | 6× 4× 1×                                   | Отчёт   | 5× 3×                | Арена ду Футуру, Рио-де-Жанейро Судьи: Ралуй, Сабросо Рамирес (ESP) |

| 11 августа 2016 11:30 UTC-3 | Польша | 33:25 | Египет | Фьючер Арена, Рио-де-Жанейро |
| 11 августа 2016 11:30 UTC-3 |        |       |        | Фьючер Арена, Рио-де-Жанейро |
| 11 августа 2016 11:30 UTC-3 |        |       |        | Фьючер Арена, Рио-де-Жанейро |

| 13 августа 2016 19:50 UTC-3 | Швеция | − : − | Польша | Фьючер Арена, Рио-де-Жанейро |
| 13 августа 2016 19:50 UTC-3 |        |       |        | Фьючер Арена, Рио-де-Жанейро |
| 13 августа 2016 19:50 UTC-3 |        |       |        | Фьючер Арена, Рио-де-Жанейро |

| 15 августа 2016 09:30 UTC-3 | Польша | − : − | Словения | Фьючер Арена, Рио-де-Жанейро |
| 15 августа 2016 09:30 UTC-3 |        |       |          | Фьючер Арена, Рио-де-Жанейро |
| 15 августа 2016 09:30 UTC-3 |        |       |          | Фьючер Арена, Рио-де-Жанейро |

### Гимнастика

#### Спортивная гимнастика
В квалификационном раунде проходил отбор, как в финал командного многоборья, так и в финалы личных дисциплин. В финал индивидуального многоборья отбиралось 24 спортсмена с наивысшими результатами, а в финалы отдельных упражнений по 8 спортсменов, причём в финале личных дисциплин страна не могла быть представлена более, чем 2 спортсменами. В командном многоборье в квалификации на каждом снаряде выступали по 4 спортсмена, а в зачёт шли три лучших результата. В финале командных соревнований на каждом снаряде выступало по три спортсмена и все три результата шли в зачёт.
Женщины
Многоборья
| Соревнование      | Спортсмены                    | Квалификация   | Квалификация        | Квалификация | Квалификация       | Квалификация | Квалификация | Финал                 | Финал                 | Финал                 | Финал                 | Финал                 | Финал                 |
| Соревнование      | Спортсмены                    | Опорный прыжок | Разновысокие брусья | Бревно       | Вольные упражнения | Всего        | Место        | Опорный прыжок        | Разновысокие брусья   | Бревно                | Вольные упражнения    | Всего                 | Место                 |
| ----------------- | ----------------------------- | -------------- | ------------------- | ------------ | ------------------ | ------------ | ------------ | --------------------- | --------------------- | --------------------- | --------------------- | --------------------- | --------------------- |
| личное многоборье | Катажина Юрковская-Ковальская | 14,466         | 11,700              | 12,333       | 13,300             | 51,799       | 49           | завершила выступление | завершила выступление | завершила выступление | завершила выступление | завершила выступление | завершила выступление |

Индивидуальные упражнения
| Соревнование        | Спортсмены                    | Квалификация | Квалификация | Финал                 | Финал                 |
| Соревнование        | Спортсмены                    | Очки         | Место        | Очки                  | Место                 |
| ------------------- | ----------------------------- | ------------ | ------------ | --------------------- | --------------------- |
| разновысокие брусья | Катажина Юрковская-Ковальская | 11,700       | 76           | завершила выступление | завершила выступление |
| бревно              | Катажина Юрковская-Ковальская | 12,333       | 71           | завершила выступление | завершила выступление |
| вольные упражнения  | Катажина Юрковская-Ковальская | 13,300       | 46           | завершила выступление | завершила выступление |

### Гребля на байдарках и каноэ

#### Гребля на гладкой воде
Соревнования по гребле на байдарках и каноэ на гладкой воде проходят в лагуне Родригу-ди-Фрейташ, которая находится на территории города Рио-де-Жанейро. В каждой дисциплине соревнования проходят в три этапа: предварительный раунд, полуфинал и финал.
Мужчины
| Спортсмен                     | Сорнвнование | Отборочный тур | Отборочный тур | Полуфинал | Полуфинал | Финал A/B | Финал A/B | Позиция |
| Спортсмен                     | Сорнвнование | Время          | Место          | Время     | Место     | Время     | Место     | Позиция |
| ----------------------------- | ------------ | -------------- | -------------- | --------- | --------- | --------- | --------- | ------- |
| Павел Качмарек                | K-1, 200 м   |                |                |           |           |           |           |         |
| Рафал Росольский              | K-1 1000 м   |                |                |           |           |           |           |         |
| Томаш Качор                   | C-1, 1000 м  |                |                |           |           |           |           |         |
| Матеуш Каминьский Михал Кудла | C-2, 1000 м  |                |                |           |           |           |           |         |

Женщины
| Спортсменка                                                        | Соревнование | Отборочный тур | Отборочный тур | Полуфиналы | Полуфиналы | Финал A/B | Финал A/B | Позиция |
| Спортсменка                                                        | Соревнование | Время          | Место          | Время      | Место      | Время     | Место     | Позиция |
| ------------------------------------------------------------------ | ------------ | -------------- | -------------- | ---------- | ---------- | --------- | --------- | ------- |
| Марта Вальчикевич                                                  | K-1, 200 м   |                |                |            |            |           |           |         |
| Эвелина Войнаровская                                               | K-1 500 м    |                |                |            |            |           |           |         |
| Беата Миколайчик Каролина Ная                                      | K-2 500 м    |                |                |            |            |           |           |         |
| Марта Вальчикевич Беата Миколайчик Каролина Ная Эдита Дзенишевская | K-4 500 м    |                |                |            |            |           |           |         |

#### Гребной слалом
Квалификационный раунд проходит в две попытки. Результат в каждой попытке складывается из времени, затраченного на прохождение трассы и суммы штрафных очков, которые спортсмен получает за неправильное прохождение ворот. Одно штрафное очко равняется одной секунде. Из 2 попыток выбирается лучший результат, по результатам которых, выявляются 12 спортсменов с наименьшим количеством очков, которые проходят в следующий раунд. В полуфинале спортсмены выполняют по одной попытке. В финал проходят 8 спортсменов с наименьшим результатом.
Мужчины
| Спортсмен                      | Соревнование | Отборочный этап | Отборочный этап | Отборочный этап | Отборочный этап | Отборочный этап | Отборочный этап | Полуфинал | Полуфинал | Финал  | Финал | Позиция |
| Спортсмен                      | Соревнование | П 1             | М.              | П 2             | М.              | Общее           | М.              | Время     | Место     | Время  | Место | Позиция |
| ------------------------------ | ------------ | --------------- | --------------- | --------------- | --------------- | --------------- | --------------- | --------- | --------- | ------ | ----- | ------- |
| Мацей Окренглак                | K-1          | 96,73           | 16.             | 94,44           | 14.             | 94,44           | 18.             | NQ        | NQ        | NQ     | NQ    | 18.     |
| Гжегож Хедвиг                  | C-1          | 96,67           | 3.              | 97,72           | 6.              | 96,67           | 7. Q            | 102,70    | 12.       | NQ     | NQ    | 12.     |
| Марсин Похвала Пётр Щепаньский | C-2          | 115,36          | 9.              | 159,68          | 11.             | 115,36          | 11. Q           | 110,17    | 4. Q      | 104,97 | 5.    | 5.      |

Женщины
| Спортсменка       | Состязание | Отборочный раунд | Отборочный раунд | Отборочный раунд | Отборочный раунд | Отборочный раунд | Отборочный раунд | Полуфинал | Полуфинал | Финал | Финал | Позиция |
| Спортсменка       | Состязание | П 1              | М.               | П 2              | М.               | Общее            | М.               | Время     | Место     | Время | Место | Позиция |
| ----------------- | ---------- | ---------------- | ---------------- | ---------------- | ---------------- | ---------------- | ---------------- | --------- | --------- | ----- | ----- | ------- |
| Наталия Пасерпник | K-1        | 106,38           | 5.               | 167,18           | 19.              | 106,38           | 10. Q            | 109,63    | 11.       | NQ    | NQ    | 11.     |

### Дзюдо
Соревнования по дзюдо проводились по системе с выбыванием. В утешительные раунды попадали спортсмены, проигравшие полуфиналистам турнира. Два спортсмена, одержавших победу в утешительном раунде, в поединке за бронзу сражались с дзюдоистами, проигравшими в полуфинале.
Мужчины
| Категория    | Спортсмены      | 1/32 финала                | 1/16 финала               | 1/8 финала           | Четвертьфинал        | Полуфинал            | Финал                | Место |
| Категория    | Спортсмены      | Соперник Результат         | Соперник Результат        | Соперник Результат   | Соперник Результат   | Соперник Результат   | Соперник Результат   | Место |
| ------------ | --------------- | -------------------------- | ------------------------- | -------------------- | -------------------- | -------------------- | -------------------- | ----- |
| свыше 100 кг | Мацей Сарнацкий | Т. Йонссон (ISL) В 100:000 | О. Сассон (ISR) П 000:010 | завершил выступление | завершил выступление | завершил выступление | завершил выступление | 9     |

Женщины
| Категория | Спортсмены      | 1/16 финала                | 1/8 финала                 | Четвертьфинал         | Полуфинал             | Финал                 | Место |
| Категория | Спортсмены      | Соперник Результат         | Соперник Результат         | Соперник Результат    | Соперник Результат    | Соперник Результат    | Место |
| --------- | --------------- | -------------------------- | -------------------------- | --------------------- | --------------------- | --------------------- | ----- |
| до 57 кг  | Арлета Подолак  | TPEЛянь Чжэньлин П 000:100 | завершила выступление      | завершила выступление | завершила выступление | завершила выступление | 17    |
| до 70 кг  | Катажина Клис   | UZBГ. Матниязова В 000:100 | ESPМ. Бернабеу П 000s1:000 | завершила выступление | завершила выступление | завершила выступление | 9     |
| до 78 кг  | Дарья Погожелец |                            |                            |                       |                       |                       |       |

### Конный спорт
Троеборье
Троеборье состоит из манежной езды, полевых испытаний и конкура. В выездке оценивается степень контроля всадника над лошадью и способность выполнить обязательные элементы выступления. Также при выступлении оценивается внешний вид лошади и всадника. Жюри выставляет, как положительные оценки за удачно выполненные упражнения, так и штрафные баллы за различного рода ошибки. После окончания выступления по специальной формуле вычисляется количество штрафных очков. Соревнования по кроссу требуют от лошади и её наездника высокой степени физической подготовленности и выносливости. Дистанция для кросса достаточно протяжённая и имеет множество препятствий различного типа. Штрафные очки во время кросса начисляются за сбитые препятствия, за превышение лимита времени и за опасную езду. В конкуре за каждое сбитое препятствие спортсмену начисляются 4 штрафных балла, а за превышение лимита времени 1 штрафное очко (за каждую каждую, сверх нормы времени, начатую секунду).
| личное троеборье | Павел Списак лошадь — Banderas | 53,60 | DSQ | DSQ | завершил выступление | завершил выступление | завершил выступление | завершил выступление | завершил выступление | завершил выступление | завершил выступление | завершил выступление |

### Лёгкая атлетика
Мужчины
Беговые дисциплины
| Дисциплина                         | Спортсмен                                             | Предварительный раунд | Предварительный раунд | Предварительный раунд | Четвертьфиналы | Четвертьфиналы | Четвертьфиналы | Полуфиналы                                            | Полуфиналы                                            | Полуфиналы                                            | Финал | Финал |
| Дисциплина                         | Спортсмен                                             | Забег                 | Время                 | Место                 | Забег          | Время          | Место          | Забег                                                 | Время                                                 | Место                                                 | Время | Место |
| ---------------------------------- | ----------------------------------------------------- | --------------------- | --------------------- | --------------------- | -------------- | -------------- | -------------- | ----------------------------------------------------- | ----------------------------------------------------- | ----------------------------------------------------- | ----- | ----- |
| бег на 200 метров                  | Кароль Залевский                                      |                       |                       |                       | не проводится  | не проводится  | не проводится  |                                                       |                                                       |                                                       |       |       |
| бег на 400 метров                  | Рафал Омелько                                         |                       |                       |                       | не проводится  | не проводится  | не проводится  |                                                       |                                                       |                                                       |       |       |
| бег на 800 метров                  | Марцин Левандовский                                   |                       |                       |                       | не проводится  | не проводится  | не проводится  |                                                       |                                                       |                                                       |       |       |
| бег на 800 метров                  | Адам Кщот                                             |                       |                       |                       | не проводится  | не проводится  | не проводится  |                                                       |                                                       |                                                       |       |       |
| бег на 3000 метров с препятствиями | Кристиан Залевский                                    |                       |                       |                       | не проводится  | не проводится  | не проводится  | не проводится                                         | не проводится                                         | не проводится                                         |       |       |
| бег на 110 метров с барьерами      | Дамьян Чикер                                          |                       |                       |                       | не проводится  | не проводится  | не проводится  |                                                       |                                                       |                                                       |       |       |
| бег на 400 метров с барьерами      | Патрик Добек                                          |                       |                       |                       | не проводится  | не проводится  | не проводится  |                                                       |                                                       |                                                       |       |       |
| Эстафета                           | Предварительный раунд                                 | Предварительный раунд | Предварительный раунд | Предварительный раунд | Полуфинал      | Полуфинал      | Полуфинал      | Финал                                                 | Финал                                                 | Финал                                                 | Финал | Финал |
| Эстафета                           | Состав                                                | Забег                 | Время                 | Место                 | Забег          | Время          | Место          | Состав                                                | Состав                                                | Состав                                                | Время | Место |
| эстафета 4×400 метров              | Лукаш Кравчук Михал Петшак Якуб Кшевина Рафал Омелько |                       |                       |                       | не проводится  | не проводится  | не проводится  | Лукаш Кравчук Михал Петшак Якуб Кшевина Рафал Омелько | Лукаш Кравчук Михал Петшак Якуб Кшевина Рафал Омелько | Лукаш Кравчук Михал Петшак Якуб Кшевина Рафал Омелько |       |       |

Шоссейные дисциплины
| Дисциплина              | Спортсмен          | Время | Место | Отставание |
| ----------------------- | ------------------ | ----- | ----- | ---------- |
| марафон                 | Артур Козловский   |       |       |            |
| марафон                 | Яред Шегумо        |       |       |            |
| марафон                 | Хенрик Шост        |       |       |            |
| ходьба на 20 километров | Якуб Елёнек        |       |       |            |
| ходьба на 20 километров | Артур Бжозовский   |       |       |            |
| ходьба на 20 километров | Лукаш Новак        |       |       |            |
| ходьба на 50 километров | Адриан Блоцкий     |       |       |            |
| ходьба на 50 километров | Рафал Августин     |       |       |            |
| ходьба на 50 километров | Рафал Федашиньский |       |       |            |

Технические дисциплины
| Дисциплина      | Спортсмен          | Квалификация | Квалификация | Финал     | Финал |
| Дисциплина      | Спортсмен          | Результат    | Место        | Результат | Место |
| --------------- | ------------------ | ------------ | ------------ | --------- | ----- |
| тройной прыжок  | Кароль Хоффман     |              |              |           |       |
| прыжок в высоту | Войцех Тхейнер     |              |              |           |       |
| прыжок в высоту | Сильвестр Беднарек |              |              |           |       |
| прыжок с шестом | Пётр Лисек         |              |              |           |       |
| прыжок с шестом | Роберт Собера      |              |              |           |       |
| прыжок с шестом | Павел Войцеховский |              |              |           |       |
| толкание ядра   | Томаш Маевский     |              |              |           |       |
| толкание ядра   | Конрад Буковецкий  |              |              |           |       |
| толкание ядра   | Михал Гаратык      |              |              |           |       |
| метание диска   | Пётр Малаховский   |              |              |           |       |
| метание диска   | Роберт Урбанек     |              |              |           |       |
| метание копья   | Марцин Круковский  |              |              |           |       |
| метание копья   | Лукаш Грещук       |              |              |           |       |
| метание молота  | Войцех Новицкий    |              |              |           |       |
| метание молота  | Павел Файдек       |              |              |           |       |

Многоборье
| Дисциплина  | Спортсмен     | Параметр  | 100 м | длина | ядро | высота | 400 м | 110 м с/б | диск | шест | копьё | 1500 м | Всего очков | Итоговое место |
| ----------- | ------------- | --------- | ----- | ----- | ---- | ------ | ----- | --------- | ---- | ---- | ----- | ------ | ----------- | -------------- |
| десятиборье | Павел Весёлек | Результат |       |       |      |        |       |           |      |      |       |        |             |                |
| десятиборье | Павел Весёлек | Очки      |       |       |      |        |       |           |      |      |       |        |             |                |
| десятиборье | Павел Весёлек | Место     |       |       |      |        |       |           |      |      |       |        |             |                |

Женщины
Беговые дисциплины
| Дисциплина                         | Спортсмен                                                              | Предварительный раунд | Предварительный раунд | Предварительный раунд | Четвертьфиналы | Четвертьфиналы | Четвертьфиналы | Полуфиналы    | Полуфиналы    | Полуфиналы    | Финал | Финал |
| Дисциплина                         | Спортсмен                                                              | Забег                 | Время                 | Место                 | Забег          | Время          | Место          | Забег         | Время         | Место         | Время | Место |
| ---------------------------------- | ---------------------------------------------------------------------- | --------------------- | --------------------- | --------------------- | -------------- | -------------- | -------------- | ------------- | ------------- | ------------- | ----- | ----- |
| бег на 100 метров                  | Ева Свобода                                                            |                       |                       |                       |                |                |                |               |               |               |       |       |
| бег на 100 метров                  | Марика Драпала-Попович                                                 |                       |                       |                       |                |                |                |               |               |               |       |       |
| бег на 200 метров                  | Анна Кельбасиньская                                                    |                       |                       |                       | не проводится  | не проводится  | не проводится  |               |               |               |       |       |
| бег на 400 метров                  | Юстина Свенти                                                          |                       |                       |                       | не проводится  | не проводится  | не проводится  |               |               |               |       |       |
| бег на 400 метров                  | Малгожата Холуб                                                        |                       |                       |                       | не проводится  | не проводится  | не проводится  |               |               |               |       |       |
| бег на 400 метров                  | Патрисия Выцишкевич                                                    |                       |                       |                       | не проводится  | не проводится  | не проводится  |               |               |               |       |       |
| бег на 800 метров                  | Йоанна Южвик                                                           |                       |                       |                       | не проводится  | не проводится  | не проводится  |               |               |               |       |       |
| бег на 800 метров                  | Ангелика Цихоцкая                                                      |                       |                       |                       | не проводится  | не проводится  | не проводится  |               |               |               |       |       |
| бег на 1500 метров                 | Софья Эннаоуи                                                          |                       |                       |                       | не проводится  | не проводится  | не проводится  |               |               |               |       |       |
| бег на 1500 метров                 | Данута Урбаник                                                         |                       |                       |                       | не проводится  | не проводится  | не проводится  |               |               |               |       |       |
| бег на 1500 метров                 | Ангелика Цихоцкая                                                      |                       |                       |                       | не проводится  | не проводится  | не проводится  |               |               |               |       |       |
| бег на 3000 метров с препятствиями | Матильда Коваль                                                        |                       |                       |                       | не проводится  | не проводится  | не проводится  | не проводится | не проводится | не проводится |       |       |
| бег на 100 метров с барьерами      | Каролина Колечек                                                       |                       |                       |                       | не проводится  | не проводится  | не проводится  |               |               |               |       |       |
| бег на 400 метров с барьерами      | Йоанна Линкевич                                                        |                       |                       |                       | не проводится  | не проводится  | не проводится  |               |               |               |       |       |
| бег на 400 метров с барьерами      | Эмилия Анкевич                                                         |                       |                       |                       | не проводится  | не проводится  | не проводится  |               |               |               |       |       |
| Эстафета                           | Предварительный раунд                                                  | Предварительный раунд | Предварительный раунд | Предварительный раунд | Полуфинал      | Полуфинал      | Полуфинал      | Финал         | Финал         | Финал         | Финал | Финал |
| Эстафета                           | Состав                                                                 | Забег                 | Время                 | Место                 | Забег          | Время          | Место          | Состав        | Состав        | Состав        | Время | Место |
| эстафета 4×100 метров              | Ева Свобода Марика Драпала-Попович Клаудия Конопко Анна Кельбасиньская |                       |                       |                       | не проводится  | не проводится  | не проводится  |               |               |               |       |       |
| эстафета 4×400 метров              | Малгожата Холуб Патрисия Выцишкевич Ига Баумгарт Юстина Свенти         |                       |                       |                       | не проводится  | не проводится  | не проводится  |               |               |               |       |       |

Шоссейные дисциплины
| Дисциплина              | Спортсмен                     | Время | Место | Отставание |
| ----------------------- | ----------------------------- | ----- | ----- | ---------- |
| марафон                 | Ивона Левандовская            |       |       |            |
| марафон                 | Моника Дрыбульская-Стефанович |       |       |            |
| марафон                 | Катажина Ковальская           |       |       |            |
| ходьба на 20 километров | Паулина Бузяк                 |       |       |            |
| ходьба на 20 километров | Агнешка Шварнуг               |       |       |            |
| ходьба на 20 километров | Агнешка Дыгач                 |       |       |            |

Технические дисциплины
| Дисциплина      | Спортсмен              | Квалификация | Квалификация | Финал     | Финал |
| Дисциплина      | Спортсмен              | Результат    | Место        | Результат | Место |
| --------------- | ---------------------- | ------------ | ------------ | --------- | ----- |
| тройной прыжок  | Анна Ягачак-Михальская |              |              |           |       |
| прыжок в высоту | Камила Лицвинко        |              |              |           |       |
| толкание ядра   | Паулина Губа           |              |              |           |       |
| метание диска   | Жанета Гланц           |              |              |           |       |
| метание копья   | Мария Андрейчик        |              |              |           |       |
| метание молота  | Анита Влодарчик        |              |              |           |       |
| метание молота  | Йоанна Фёдоров         |              |              |           |       |
| метание молота  | Мальвина Копрон        |              |              |           |       |

### Настольный теннис
Соревнования по настольному теннису проходили по системе плей-офф. Каждый матч продолжается до тех пор, пока один из теннисистов не выигрывает 4 партии. Сильнейшие 16 спортсменов начинали соревнования с третьего раунда, следующие 16 по рейтингу стартовали со второго раунда.
Мужчины
| Соревнование     | Спортсмены                         | Квалификация       | Первый раунд       | Второй раунд            | Третий раунд         | 1/8 финала           | 1/4 финала           | Полуфинал            | Финал                |
| Соревнование     | Спортсмены                         | Соперник Результат | Соперник Результат | Соперник Результат      | Соперник Результат   | Соперник Результат   | Соперник Результат   | Соперник Результат   | Соперник Результат   |
| ---------------- | ---------------------------------- | ------------------ | ------------------ | ----------------------- | -------------------- | -------------------- | -------------------- | -------------------- | -------------------- |
| одиночный разряд | Ван Цзэнъи (30)                    | не участвовал      | не участвовал      | SLOБ. Токич П 2:4       | завершил выступление | завершил выступление | завершил выступление | завершил выступление | завершил выступление |
| одиночный разряд | Якуб Дияс                          | не участвовал      | PARМ. Агирре В 4:0 | RUSА. Шибаев (18) П 0:4 | завершил выступление | завершил выступление | завершил выступление | завершил выступление | завершил выступление |
| командный разряд | Ван Цзэнъи Якуб Дияс Даниэль Горак | не проводится      | не проводится      | не проводится           | не проводится        | Япония · :           |                      |                      |                      |

Женщины
| Соревнование     | Спортсмены                                  | Квалификация       | Первый раунд       | Второй раунд            | Третий раунд          | 1/8 финала            | 1/4 финала            | Полуфинал             | Финал                 |
| Соревнование     | Спортсмены                                  | Соперник Результат | Соперник Результат | Соперник Результат      | Соперник Результат    | Соперник Результат    | Соперник Результат    | Соперник Результат    | Соперник Результат    |
| ---------------- | ------------------------------------------- | ------------------ | ------------------ | ----------------------- | --------------------- | --------------------- | --------------------- | --------------------- | --------------------- |
| одиночный разряд | Ли Цянь (19)                                | не участвовала     | не участвовала     | ROUД. Додян П 1:4       | завершила выступление | завершила выступление | завершила выступление | завершила выступление | завершила выступление |
| одиночный разряд | Катажина Гжибовская                         | не участвовала     | INDМ. Батра В 4:2  | PRKКим Сон И (27) П 0:4 | завершила выступление | завершила выступление | завершила выступление | завершила выступление | завершила выступление |
| командный разряд | Катажина Гжибовская Ли Цянь Наталья Партыка | не проводится      | не проводится      | не проводится           | не проводится         | Япония · :            |                       |                       |                       |

### Парусный спорт
Соревнования по парусному спорту в каждом из классов состояли из 10 гонок, за исключением класса 49-й, где проводилось 12 заездов. В каждой гонке спортсмены начинали заплыв с общего старта. Победителем каждой из гонок становился экипаж, первым пересекший финишную черту. Количество очков, идущих в общий зачёт, соответствовало занятому командой месту. 10 лучших экипажей по результатам 10 заплывов попадали в медальную гонку, результаты которой также шли в общий зачёт. В медальной гонке, очки, полученные экипажем удваивались. В случае если участник соревнований не смог завершить гонку ему начислялось количество очков, равное количеству участников плюс один. При итоговом подсчёте очков не учитывался худший результат, показанный экипажем в одной из гонок. Сборная, набравшая наименьшее количество очков, становится олимпийским чемпионом.
Мужчины
| Класс | Спортсмены | Гонка | Гонка | Гонка | Гонка | Гонка | Гонка | Гонка | Гонка | Гонка | Гонка | Гонка         | Гонка         | Гонка | Очки | Место |
| Класс | Спортсмены | 1     | 2     | 3     | 4     | 5     | 6     | 7     | 8     | 9     | 10    | 11            | 12            | M     | Очки | Место |
| ----- | ---------- | ----- | ----- | ----- | ----- | ----- | ----- | ----- | ----- | ----- | ----- | ------------- | ------------- | ----- | ---- | ----- |
| RS:X  |            |       |       |       |       |       |       |       |       |       |       | Не проводится | Не проводится |       |      |       |
| Лазер |            |       |       |       |       |       |       |       |       |       |       | Не проводится | Не проводится |       |      |       |
| 49-й  |            |       |       |       |       |       |       |       |       |       |       |               |               |       |      |       |

Женщины
| Класс | Спортсмены | Гонка | Гонка | Гонка | Гонка | Гонка | Гонка | Гонка | Гонка | Гонка | Гонка | Гонка         | Гонка         | Гонка | Очки | Место |
| Класс | Спортсмены | 1     | 2     | 3     | 4     | 5     | 6     | 7     | 8     | 9     | 10    | 11            | 12            | M     | Очки | Место |
| ----- | ---------- | ----- | ----- | ----- | ----- | ----- | ----- | ----- | ----- | ----- | ----- | ------------- | ------------- | ----- | ---- | ----- |
| RS:X  |            |       |       |       |       |       |       |       |       |       |       | Не проводится | Не проводится |       |      |       |
| 470   |            |       |       |       |       |       |       |       |       |       |       | Не проводится | Не проводится |       |      |       |

### Современное пятиборье
Современное пятиборье включает в себя: стрельбу, плавание, фехтование, верховую езду и бег. Как и на предыдущих Играх бег и стрельба были объединены в один вид — комбайн. В комбайне спортсмены стартовали с гандикапом, набранным за предыдущие три дисциплины (4 очка = 1 секунда). Олимпийским чемпионом становится спортсмен, который пересекает финишную линию первым.
Женщины
| Соревнование      | Спортсмены       | Фехтование | Фехтование | Фехтование | Плавание | Плавание | Плавание | Верховая езда | Верховая езда | Верховая езда | Комбайн | Комбайн | Комбайн | Всего     | Всего |
| Соревнование      | Спортсмены       | Побед      | Очки       | Место      | Время    | Очки     | Место    | Штраф         | Очки          | Место         | Время   | Очки    | Место   | Результат | Место |
| ----------------- | ---------------- | ---------- | ---------- | ---------- | -------- | -------- | -------- | ------------- | ------------- | ------------- | ------- | ------- | ------- | --------- | ----- |
| личное первенство | Октавия Новацкая |            |            |            |          |          |          |               |               |               |         |         |         |           |       |

### Стрельба
В январе 2013 года Международная федерация спортивной стрельбы приняла новые правила проведения соревнований на 2013—2016 года, которые, в частности, изменили порядок проведения финалов. Во многих дисциплинах спортсмены, прошедшие в финал, теперь начинают решающий раунд без очков, набранных в квалификации, а финал проходит по системе с выбыванием. Также в финалах после каждого раунда стрельбы из дальнейшей борьбы выбывает спортсмен с наименьшим количеством баллов. В скоростном пистолете решающие поединки проходят по системе попал-промах. В стендовой стрельбе добавился полуфинальный раунд, где определяются по два участника финального матча и поединка за третье место.
Мужчины
| Соревнование                       | Спортсмены   | Квалификация | Квалификация | Полуфинал     | Полуфинал     | Финал                | Финал                |
| Соревнование                       | Спортсмены   | Результат    | Место        | Результат     | Место         | Соперник/ Результат  | Место                |
| ---------------------------------- | ------------ | ------------ | ------------ | ------------- | ------------- | -------------------- | -------------------- |
| пневматический пистолет, 10 метров | Пётр Данилюк | 567          | 41           | не проводится | не проводится | завершил выступление | завершил выступление |
| скорострельный пистолет, 25 метров | Пётр Данилюк |              |              | не проводится | не проводится |                      |                      |

Женщины
| Соревнование                          | Спортсмены              | Квалификация | Квалификация | Полуфинал             | Полуфинал             | Финал                 | Финал                 |
| Соревнование                          | Спортсмены              | Результат    | Место        | Результат             | Место                 | Соперник/ Результат   | Место                 |
| ------------------------------------- | ----------------------- | ------------ | ------------ | --------------------- | --------------------- | --------------------- | --------------------- |
| пневматическая винтовка, 10 метров    | Агнешка Нагай           | 412,8        | 29           | не проводится         | не проводится         | завершила выступление | завершила выступление |
| пневматическая винтовка, 10 метров    | Сильвия Богацкая        | 409,1        | 40           | не проводится         | не проводится         | завершила выступление | завершила выступление |
| винтовка из трёх положений, 50 метров | Агнешка Нагай           |              |              | не проводится         | не проводится         |                       |                       |
| винтовка из трёх положений, 50 метров | Сильвия Богацкая        |              |              | не проводится         | не проводится         |                       |                       |
| пневматический пистолет, 10 метров    | Клаудия Брес            | 379          | 23           | не проводится         | не проводится         | завершила выступление | завершила выступление |
| пистолет, 25 метров                   | Клаудия Брес            | 578          | 15           | завершила выступление | завершила выступление | завершила выступление | завершила выступление |
| скит                                  | Александра Ярмолиньская |              |              |                       |                       |                       |                       |

### Стрельба из лука
В квалификации соревнований лучники выполняют 12 серий выстрелов по 6 стрел с расстояния 70-ти метров. По итогам предварительного раунда составляется сетка плей-офф, где в 1/32 финала 1-й номер посева встречается с 64-м, 2-й с 63-м и.т.д. В поединках на выбывание спортсмены выполняют по три выстрела. Участник, набравший за эту серию больше очков получает 2 очка. Если же оба лучника набрали одинаковое количество баллов, то они получают по одному очку. Победителем пары становится лучник, первым набравший 6 очков.
Женщины
| Соревнование              | Спортсмены             | Квалификация | Квалификация | 1/32 финала               | 1/16 финала           | 1/8 финала            | Четвертьфинал         | Полуфинал             | Финал                 | Место |
| Соревнование              | Спортсмены             | Результат    | Место        | Соперник Результат        | Соперник Результат    | Соперник Результат    | Соперник Результат    | Соперник Результат    | Соперник Результат    | Место |
| ------------------------- | ---------------------- | ------------ | ------------ | ------------------------- | --------------------- | --------------------- | --------------------- | --------------------- | --------------------- | ----- |
| индивидуальное первенство | Карина Липярская-Палка | 620          | 40           | TURЯ. Анагёз (25) П 56:69 | завершила выступления | завершила выступления | завершила выступления | завершила выступления | завершила выступления | 33    |

### Теннис
Соревнования пройдут на кортах олимпийского теннисного центра. Теннисные матчи будут проходить на кортах с твёрдым покрытием DecoTurf, на которых также проходит и Открытый чемпионат США.
Мужчины
| Соревнование     | Спортсмены                    | 1/32 финала                    | 1/16 финала                         | 1/8 финала                                      | Четвертьфинал         | Полуфинал             | Финал                 | Место                 |
| Соревнование     | Спортсмены                    | Соперник Результат             | Соперник Результат                  | Соперник Результат                              | Соперник Результат    | Соперник Результат    | Соперник Результат    | Место                 |
| ---------------- | ----------------------------- | ------------------------------ | ----------------------------------- | ----------------------------------------------- | --------------------- | --------------------- | --------------------- | --------------------- |
| одиночный разряд | Ежи Янович                    | LUXЖ. Мюллер П 7:5, 1:6, 610:7 | завершил выступление                | завершил выступление                            | завершил выступление  | завершил выступление  | завершил выступление  | завершил выступление  |
| парный разряд    | Марцин Матковский Лукаш Кубот | не проводится                  | INDР. Бопанна / Л. Паес В 6:4, 7:66 | ESPР. Баутиста Агут / Д. Феррер (8) П 3:6, 65:7 | завершили выступление | завершили выступление | завершили выступление | завершили выступление |

Женщины
| Соревнование     | Спортсмены                     | 1/32 финала                        | 1/16 финала                                | 1/8 финала            | Четвертьфинал         | Полуфинал             | Финал                 | Место                 |
| Соревнование     | Спортсмены                     | Соперник Результат                 | Соперник Результат                         | Соперник Результат    | Соперник Результат    | Соперник Результат    | Соперник Результат    | Место                 |
| ---------------- | ------------------------------ | ---------------------------------- | ------------------------------------------ | --------------------- | --------------------- | --------------------- | --------------------- | --------------------- |
| одиночный разряд | Агнешка Радваньская (4)        | CHNЧжэн Сайсай П 4:6, 5:7          | завершила выступление                      | завершила выступление | завершила выступление | завершила выступление | завершила выступление | завершила выступление |
| одиночный разряд | Магда Линетт                   | RUSА. Павлюченкова (14) П 0:6, 3:6 | завершила выступление                      | завершила выступление | завершила выступление | завершила выступление | завершила выступление | завершила выступление |
| парный разряд    | Клаудиа Янс-Игначик Паула Каня | не проводится                      | CANЭ. Бушар / Г. Дабровски П 4:6, 7:5, 3:6 | завершили выступление | завершили выступление | завершили выступление | завершили выступление | завершили выступление |

### Триатлон
Соревнования по триатлону пройдут на территории форта Копакабана. Дистанция состоит из 3-х этапов — плавание (1,5 км), велоспорт (43 км), бег (10 км).
Женщины
| Соревнование              | Спортсмены   | Плавание | Смена | Велоспорт | Смена | Бег | Итоговое время | Место | Отставание |
| ------------------------- | ------------ | -------- | ----- | --------- | ----- | --- | -------------- | ----- | ---------- |
| индивидуальное первенство | Агнешка Ежик |          |       |           |       |     |                |       |            |

### Тхэквондо
Соревнования по тхэквондо проходили по системе с выбыванием. Для победы в турнире спортсмену необходимо было одержать 4 победы. Тхэквондисты, проигравшие по ходу соревнований будущим финалистам, принимали участие в утешительном турнире за две бронзовые медали.
Мужчины
Перед началом Олимпийских игр польский тхэквондист Кароль Робак, согласно своему положению в мировом рейтинге, получил 8-й номер посева. В первом раунде соревнований Робак встретился с сенегальцем Балья Диайе. Поединок прошёл в упорной борьбе и завершился победой поляка 15:12. В четвертьфинале Кароль встречался с первым сеяным бельгийцем Жауадом Ашабом и уступил тому со счётом 7:9. У Робака оставался ещё шанс побороться за бронзовую медаль, но для этого было необходимо, чтобы Ашаб пробился в финал, однако он уступил Алексею Денисенко и, таким образом польский спортсмен завершил свои выступления на Олимпийских играх, заняв итоговое 9-е место.
| Категория | Спортсмены       | Первый раунд            | Четвертьфинал        | Полуфинал            | Финал                | Место |
| Категория | Спортсмены       | Соперник Результат      | Соперник Результат   | Соперник Результат   | Соперник Результат   | Место |
| --------- | ---------------- | ----------------------- | -------------------- | -------------------- | -------------------- | ----- |
| до 68 кг  | Кароль Робак (8) | SENБ. Диайе (9) В 15:12 | BELЖ. Ашаб (1) П 7:9 | завершил выступление | завершил выступление | 9     |
| до 80 кг  |                  |                         |                      |                      |                      |       |

### Тяжёлая атлетика
Каждый НОК самостоятельно выбирает категорию в которой выступит её тяжелоатлет. В рамках соревнований проводятся два упражнения — рывок и толчок. В каждом из упражнений спортсмену даётся 3 попытки. Победитель определяется по сумме двух упражнений. При равенстве результатов победа присуждается спортсмену, с меньшим собственным весом.
Мужчины
| Категория | Спортсмены | Вес | Рывок | Рывок | Рывок | Толчок | Толчок | Толчок | Всего | Место |
| Категория | Спортсмены | Вес | 1     | 2     | 3     | 1      | 2      | 3      | Всего | Место |
| --------- | ---------- | --- | ----- | ----- | ----- | ------ | ------ | ------ | ----- | ----- |
|           |            |     |       |       |       |        |        |        |       |       |
|           |            |     |       |       |       |        |        |        |       |       |
|           |            |     |       |       |       |        |        |        |       |       |
|           |            |     |       |       |       |        |        |        |       |       |

Женщины
| Категория | Спортсмены       | Вес   | Рывок | Рывок | Рывок | Толчок | Толчок | Толчок | Всего | Место |
| Категория | Спортсмены       | Вес   | 1     | 2     | 3     | 1      | 2      | 3      | Всего | Место |
| --------- | ---------------- | ----- | ----- | ----- | ----- | ------ | ------ | ------ | ----- | ----- |
| до 69 кг  | Патриция Пеховяк | 68,32 | 98    | 101   | 103   | —      | —      | —      | DNF   | —     |

### Фехтование
В индивидуальных соревнованиях спортсмены сражаются три раунда по три минуты, либо до того момента, как один из спортсменов нанесёт 15 уколов. В командных соревнованиях поединок идёт 9 раундов по 3 минуты каждый, либо до 45 уколов. Если по окончании времени в поединке зафиксирован ничейный результат, то назначается дополнительная минута до «золотого» укола.
Женщины
| Соревнование          | Спортсмены             | 1/32 финала            | 1/16 финала                  | 1/8 финала                    | Четвертьфинал         | Полуфинал             | Финал                 | Место |
| Соревнование          | Спортсмены             | Соперник Результат     | Соперник Результат           | Соперник Результат            | Соперник Результат    | Соперник Результат    | Соперник Результат    | Место |
| --------------------- | ---------------------- | ---------------------- | ---------------------------- | ----------------------------- | --------------------- | --------------------- | --------------------- | ----- |
| индивидуальная рапира | Ханна Личбиньская (21) | не участвовала         | GERК. Голубицкий (12) В 14:9 | ITAЭ. Ди Франчиска (5) П 6:15 | завершила выступление | завершила выступление | завершила выступление | 15    |
| индивидуальная сабля  | Малгожата Козачук (28) | не участвовала         | CHNШэнь Чэнь (5) В 15:9      | TUNА. Бесбес (12) П 12:15     | завершила выступление | завершила выступление | завершила выступление | 16    |
| индивидуальная сабля  | Александра Соха (10)   | не участвовала         | ITAЛ. Гулотта (23) П 10:15   | завершила выступление         | завершила выступление | завершила выступление | завершила выступление | 18    |
| индивидуальная сабля  | Богна Юзвяк (32)       | BRAМ. Баэза (33) В 4:2 | RUSС. Великая (1) П 5:15     | завершила выступление         | завершила выступление | завершила выступление | завершила выступление | 32    |
| командная сабля       |                        | Не проводится          | Не проводится                | Не проводится                 |                       |                       |                       |       |